# Kruopiai
Kruopiai är en ort i Litauen. Den ligger i den nordvästra delen av landet, 220 km nordväst om huvudstaden Vilnius. Kruopiai ligger 84 meter över havet och antalet invånare är 614.
Terrängen runt Kruopiai är mycket platt. Runt Kruopiai är det ganska glesbefolkat, med 30 invånare per kvadratkilometer. Närmaste större samhälle är Naujoji Akmene, 11,0 km nordväst om Kruopiai. Omgivningarna runt Kruopiai är en mosaik av jordbruksmark och naturlig växtlighet.